# Business Wire
Business Wire ist ein 1961 von Lorry Lokey gegründeter weltweit führender US-amerikanischer Dienstleister zur Verbreitung von Nachrichten. Seit 2006 ist Business Wire ein 100%iges Tochterunternehmen des Warren-Buffett-Konzerns Berkshire Hathaway. Business Wire verfügt in den Vereinigten Staaten von Amerika über rund 28 Büros sowie weltweit über Niederlassungen in Brüssel, Frankfurt am Main, Hongkong, London, Paris, Tokio und Sydney sowie in Indien. Business Wire ist der einzige Anbieter, welcher weltweit auch lokale Newsrooms hat.
Business Wire unterstützt Unternehmen, Agenturen und Organisationen bei der weltweiten Verbreitung von Produkt-, Unternehmens- und Pflichtmeldungen.
Business Wire ist ein Nachrichtendienstleister für börsennotierte Unternehmen in allen wichtigen internationalen Finanzmärkten und gewährleistet die synchrone und zeitgleiche Verbreitung von Pflichtmitteilungen und Corporate News an Aufsichtsbehörden, Börsen, Bereichsöffentlichkeit und Medien. Business Wire ermöglicht die Erfüllung von Pflichtpublizität in den USA, Kanada und Großbritannien sowie seit Januar 2007 in zwölf Ländern der Europäischen Union gemäß Europäischer Transparenzrichtlinie. Die Nachrichten werden über die Terminals internationaler Nachrichtenagenturen wie AFP Agence France-Presse, AP Associated Press, Bloomberg, Dow Jones und Thomson Reuters an Medien, Analysten und Investoren verbreitet. Weiterhin stehen die Nachrichten über Internetportale und Online-Medien zur Verfügung.